# 雷濟納
雷濟納是摩爾多瓦的城市，也是雷濟納區的首府，位於該國東部德涅斯特河右岸，距離首都基希涅夫98公里，市內的水泥工廠建於1985年，2014年人口11,032。

## 外部連結
- An Outline of History
- web site of Rezina